# Salt of the Earth (노래)
〈Salt of the Earth〉은 1968년 롤링 스톤스의 음반 《Beggars Banquet》의 마지막 곡이다. 믹 재거와 키스 리처즈가 작곡한 이 노래는 리처즈의 오프닝 리드 보컬을 포함하고 있다. 이 곡은 리드 보컬에 그가 참여하는 두 번째 공식 곡이다(첫 번째는 《Between the Buttons》의 〈Something Happened to Me Yesterday〉이다).